# Paraehlersia ferrugina
Paraehlersia ferrugina är en ringmaskart som först beskrevs av Langerhans 1881.  I den svenska databasen Dyntaxa används istället namnet Ehlersia ferrugina. Enligt Catalogue of Life ingår Paraehlersia ferrugina i släktet Paraehlersia och familjen Syllidae, men enligt Dyntaxa är tillhörigheten istället släktet Ehlersia och familjen Syllidae. Arten har ej påträffats i Sverige. Inga underarter finns listade i Catalogue of Life.